# Robby Robinson
Robby Robinson, zwany „Czarnym księciem” (The Black Prince) (ur. 24 maja 1946 w Damascus w stanie Georgia) − amerykański kulturysta. Wystąpił także w kilku filmach  u boku Arnolda Schwarzeneggera takich jak Niedosyt (Stay Hungry, 1976), Kulturyści (Pumping Iron, 1977) i dokumentalnym Stand Tall (1997). Jego kariera w lidze zawodowej kulturystyki trwała 27 lat, do roku 2001. Był jednym z najlepszych, którzy stali na scenie kulturystyki. 

## Tytuły
- 1974 − AAU Mr. Southeastern USA
- 1975 − AAU Mr. America
- 1975 − AAU Mr. Florida
- 1975 − IFBB Mr. America
- 1975 − IFBB Mr. World
- 1975 − IFBB Mr. World
- 1975 − IFBB Mr. Universe
- 1976 − IFBB Mr. International
- 1976 − IFBB Mr. Universe
- 1978 − IFBB Night of Champions
- 1978 − IFBB Pro World Cup
- 1979 − IFBB Pro Best in World
- 1979 − IFBB New York Grand Prix
- 1979 − IFBB Night of Champions
- 1979 − IFBB Pittsburgh Pro Invitational
- 1981 − NABBA Pro Mr. Universe
- 1988 − IFBB Niagara Falls Pro Invitational
- 1989 − IFBB World Pro Championships
- 1991 − IFBB Musclefest Grand Prix
- 1994 − IFBB Masters Mr. Olympia
- 1997 − IFBB Masters Mr. Olympia (50+)
- 1998 − IFBB Masters Mr. Olympia (50+)
- 1999 − IFBB Masters Mr. Olympia (50+)
- 2000 − IFBB Masters Mr. Olympia (50+)
- 2001 − IFBB Masters Mr. Olympia (50+)

## Publikacje
- 2006: Built DVD
- 2013: The Black Prince: My Life in Bodybuilding; Muscle vs Hustle, ISBN 978-1453717875
- Master Class with Robby Robinson DVD